# Verloren Kreek

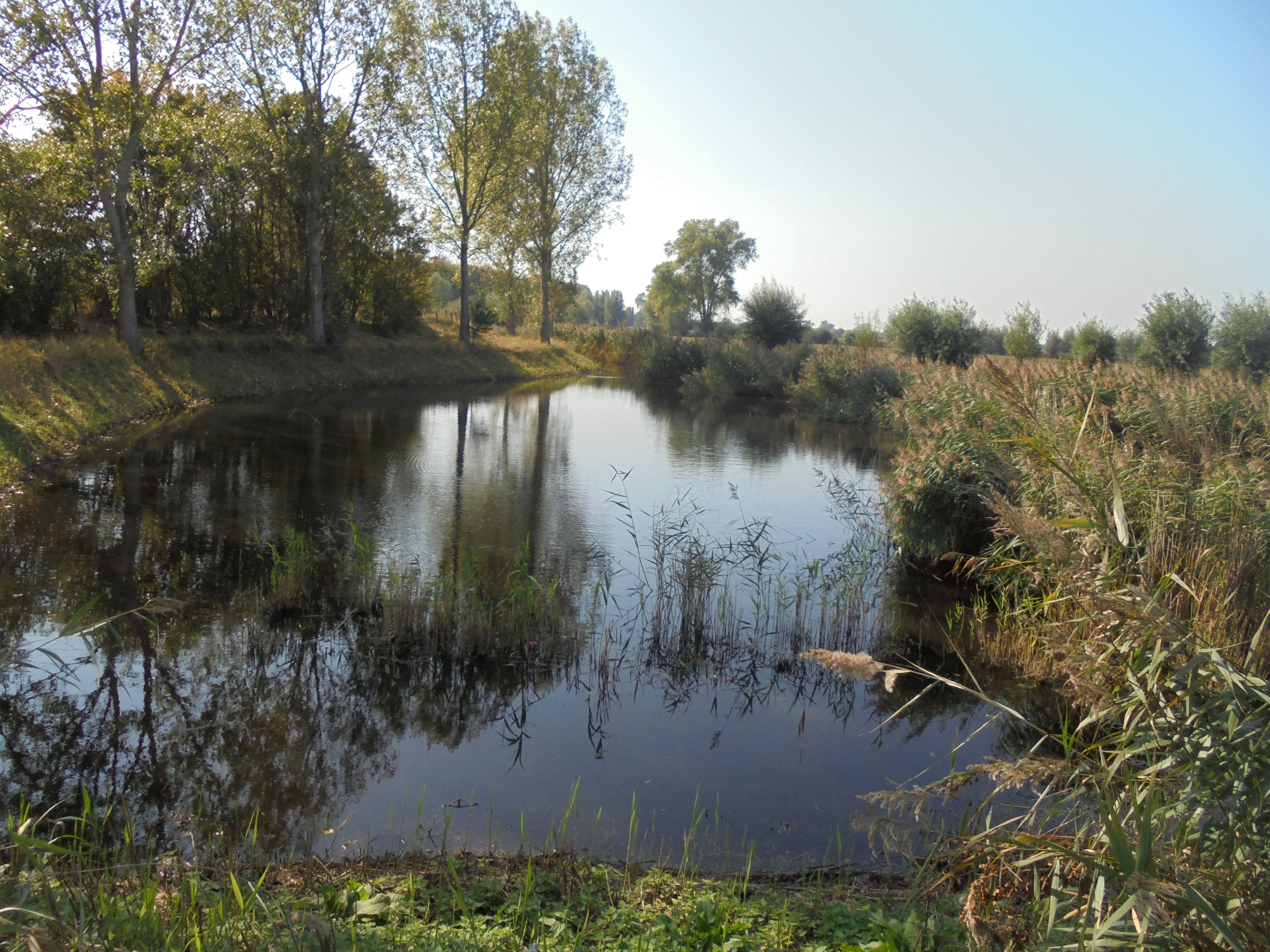
De Verloren Kreek

De Verloren Kreek is een kreek van het Meetjesland (Meetjeslands krekengebied). De Verloren Kreek bevindt zich aan de Hoornstraat in Middelburg, deelgemeente van Maldegem. Het wandelnetwerk Meetjeslandse kreken en de bewegwijzerde Bladelin-wandelroute lopen langs de kreek.